# قائمة الاضطرابات العصبية

## قائمة الاضطرابات العصبية
هذه هي قائمة من الاضطرابات العصبية المتكررة الملحوظة (مثل مرض الزهايمر)، وأعراضها (مثل آلام الظهر)، والعلامات (مثل فقدان القدرة على الكلام) والمتلازمات (مثل متلازمة ايكاردي). هناك خلاف حول التعاريف والمعايير المستخدمة لتحديد الاضطرابات المختلفة وما إذا كان ينبغي أن تصنف بعض هذه الحالات بالاضطرابات النفسية أو بطرق أخرى. هنالك بعض الاضطرابات أيضا موجودة في قائمة الاضطرابات النفسية.

## أ
- الابراكسيا "عدم القدرة على انجاز حركات الحياة اليومية "
- احمرار الأطراف المؤلم
- إدمان الكحول
- ارتفاع ضغط الدم داخل الجمجمة
- ازدواج الرؤية
- استسقاء الرأس
- إصابات الإجهاد المتكررة
- إصابة الرأس
- إصابة دماغية رضية
- اضطراب التعلم غير اللفظية
- اضطراب التكامل الحسي
- اضطراب الحركة النظمية
- اضطراب القلق العام
- اضطراب المعالجة السمعية
- اضطراب النوم واليقظة
- اضطراب تأخر مرحلة النوم
- اضطراب ذو اتجاهين
- اضطراب رأسي
- أضطراب في الأذن الداخلية
- اضطراب نقص الانتباه وفرط النشاط
- اضطرابات الصدمة التراكمية
- اضطرابات نمائية شاملة
- اعتلال الأعصاب المتعدد
- اعتلال الأعصاب المحيطية
- اعتلال الأعصاب المزمن
- اعتلال الجذور
- اعتلال الدماغ السام
- الاعتلال العصبي السكري
- اعتلال المادة البيضاء في الدماغ
- اعتلال بيضاء الدماغ متعدد البؤر التقدمي
- اعتلال عضلي
- إغماء
- الألم العصبي الظنبوبي الخلفي
- ألم عصب ثلاثي التوائم
- ألم عصبي تالي للهربس
- ألم عصبي قذالي
- ألم مزمن
- أمراض الجهاز العصبي
- انتياب
- انخفاض ضغط الدم
- اندماج مقدم الدماغ
- انشقاق الدماغ
- انقسام في الدماغ
- انقطاع النفس الانسدادي النومي
- أورام الحبل الشوكي
- الإيدز

## ب
- باندز
- بريون

## ت
- التأتر العضلي الخلقي
- تحلل الميالين الجسري المركزي
- تشنج
- تشنج شق الوجه
- تشنج طفلي
- التشنجات الطفولية
- تشوه آرنولد خياري
- تصلب الأذن الوسطى
- التصلب الجانبي الأولي
- التصلب الجانبي الضموري
- تصلب الشرايين الدماغية
- تصلب الشرايين و التهاب الدماغ
- تصلب المايلين المنتشر
- تصلب حدبي
- تصلب متعدد
- تضخم الدماغ
- تضخم القولون الخلقي (هيرشسبرنج)
- تضيق نخاعي عنقي
- تعظم الدروز الباكر
- تقلص عضلي موجي
- تكهف النخاع
- تكيسات محيط بالعصب
- تلف الدماغ
- تمتمة او لعثمة
- تمدد الأوعية الدموية
- تمدد الأوعية الدموية الدماغية
- تنخرب الدماغ
- التهاب الأوعية الدموية في المخ
- التهاب الجلد والعضلات
- التهاب الدماغ
- التهاب الدماغ الشامل المصلب
- التهاب الدماغ والنخاع
- التهاب السحايا
- التهاب الشريان ذو الخلايا العملاقة
- التهاب العصب البصري
- التهاب العضل
- التهاب العضلات
- التهاب العضلي
- التهاب العنكبوتية
- التهاب النخاع المستعرض
- التهاب راسموسن الدماغي
- التواء الرقبة

## ج
- جرح الضفيرة العضدية
- جنون البقر

## ح
- الحبسة " فقد القدرة على الكلام"
- الحثل العضلي الدوشيني
- حركة العين السريعة اضطراب السلوك النوم
- حس مرافق
- حمى

## خ
- خرف
- الخرف الوعائي
- خلل أداء تنموي
- خلل التوتر
- خلل الحركة
- خلل الحركة المتأخر
- خلل الوظائف المستقلة

## د
- داء التشنج العضلي التوتري الخلقي
- داء الخوف من النزول الطائرة
- داء الكلب
- داء المثقبيات
- داء المثقبيات الأفريقي
- داء بهجت العصبي
- داء بيليزايوس-ميرتزباخر ( تصلب الفص المركزي العائلي)
- داء تاي ساكس
- داء ريفسام
- داء غوشيه
- داء فون هيبل - لينداو
- داء لايم
- داء لفورا
- داء موبيوس
- داء هنتنغتون
- داء هيرشسبرونغ
- داء ويلسون
- دوروية المزاج

## ذ
- ذئبة حمامية

## ر
- رعاش
- رقاص سيدنهام
- الرقاص مرض عصبي
- رمع عضلي ( الوخز غير الإرادي في العضلات)
- الرنح أو فقد الانتظام أو التخلج
- رنح توسع الشعيرات
- رنح نخاعي مخيخي
- رؤية ضخامية
- رؤية مستصغرة

## س
- السكتة الدماغية
- سلس البول
- سنسنة مشقوقة

## ش
- شاركو ماري توث الأمراض
- شلل الأطفال
- الشلل التدريجي
- الشلل التشنجي العائلي
- الشلل الدماغي
- الشلل الدوري
- شلل الوجه النصفي
- شلل إيرب
- شلل تود
- شلل رباعي
- شلل سفلي تشنجي مداري
- شلل سفلي تشنجي وراثي
- الشلل فوق النوى المترقي ( = شلل بصلي كاذب)
- شلل كلومبكه

## ص
- صداع
- صداع نصفي
- صرع
- الصرع الدماغي الطفلي المبكر
- صرع الفص الصدغي ( صرع نفسي حركي)
- صعل او صغر الرأس
- صعوبات التعلم

## ض
- ضغط الاعتلال العصبي
- ضمور الدماغ
- ضمور العضلات الشوكي
- ضمور تدريجي شق الوجه
- ضمور عضلي
- ضمور عضلي أحادي الطرف
- ضمور نظام متعدد

## ط
- طيف التوحد

## ع
- العتلال العضلي الميتوكوندريا
- العجز عن الكتابة
- عسر التلفظ ( رتة )
- عسر الحساب
- عسر الذهن المتأخر
- عسر القراءة
- عسر القراءة (الدسلكسيا
- عسر الكتابة
- عصاب
- العضال مركزي النواة
- عطاس ضوئي المنشأ
- عمى التعرف على الوجوه
- عمى ربعي

## غ
- غيبوبة

## ف
- فرط الضغط داخل القحف
- فرط نشاط قشر الكظر
- فقدان الإرادة
- فقدان الذاكرة
- فيبروميالغيا
- فيروس مضخم للخلايا

## ك
- كثارة التلافيف
- كزاز
- كمنة عابرة

## م
- متعددة البؤر اعتلال الأعصاب الحركية
- متلازمة ازدواج كروموسوم
- متلازمة اسبرجر
- متلازمة الأباعد الورمية
- متلازمة الإفراط
- متلازمة الألم الإقليمية المعقدة
- متلازمة الألم المركزية
- متلازمة الألم الناحي المركب
- متلازمة التعب المزمن
- متلازمة الحبل الشوكي المربوطة
- متلازمة الرأس المنفجر
- متلازمة السرج الفارغة
- متلازمة الصبغي س الهش
- متلازمة الكحول الجنينية
- متلازمة الكرك
- المتلازمة المرتبطة بالهزة
- متلازمة المنحبس
- متلازمة المهدئيات الخبيثة
- متلازمة النخاع الجانبية
- متلازمة النفق الرسغي
- متلازمة أنجلمان
- متلازمة اهتزاز الرضيع
- متلازمة أوسوليفان-ماكلويد
- متلازمة باري رومبرج
- متلازمة برادر- ويلي
- متلازمة ترجرج العيون و الإختلاج العضلي
- متلازمة تململ الساقين
- متلازمة توريت
- متلازمة جيوبرت
- متلازمة داندي ووكر
- متلازمة داون
- متلازمة درافت
- متلازمة رامزي هانت النوع الاول
- متلازمة رامزي هانت النوع الثالث
- متلازمة رامزي هانت النوع الثاني
- متلازمة راي
- متلازمة ريت
- متلازمة زيلويغر
- متلازمة ستيرج ويبر
- متلازمة سوتو
- متلازمة شوغرن
- متلازمة غريستمان
- متلازمة غيلان باريه
- متلازمة فار
- متلازمة فوفيل
- متلازمة فيشر
- متلازمة كاداسيل
- متلازمة كلاين ليفين
- متلازمة كليبل العضوية
- متلازمة كوشينغ ( فرط نشاط قشر الكظر)
- متلازمة كيرنز-ساير
- متلازمة لامبرت-إيتون
- متلازمة لانداو كليفنر
- متلازمة لش-نيهان
- متلازمة لينوكس غاستو
- متلازمة مخرج الصدر
- متلازمة ملكيرسون-روزنتال
- متلازمة نعش لوري
- متلازمة هولمز-إيدي
- متلازمة هيراياما
- متلازمة ويليام
- مذل
- مرض اختزان في الجسميات الحالة
- مرض الزهايمر
- مرض القرص القطني
- مرض أونفيريخت-وندبورغ
- مرض باركنسون
- مرض بيك
- مرض تومسن
- مرض داوسون
- مرض ديجرين-سوتاس
- مرض رقاص
- مرض فابري
- مرض كانافان
- مرض كرابه
- مرض كروتزفيلد جاكوب
- مرض ليغ
- مرض مويامويا
- مرض مينكس
- ميسوفونيا

## ن
- النخاع الشوكي
- نقص التأكسج (طب)
- نقص نصف الدماغ
- النمو البصري الشاذ
- نوبة نقص تروية عابرة
- نوم قهري

## هـ
- هبوط الضغط الانتصابي
- هربس نطاقي
- هوس نتف الشعر

## و
- الورم العصبي الليفي
- ورم الغدة النخامية
- ورم المخ
- وهم عقب الرؤية او تكرر المرئي
- وهم كابجراس
- وهن عضلي وبيل